# ハイメ・バルデス
ハイメ・アンドレス・バルデス・サパタ（Jaime Andrés Valdés Zapata、1981年1月11日 - ）は、チリ・サンティアゴ出身の元サッカー選手。現役時代のポジションはMF（トップ下）、FW（セカンドストライカー、右ウイング、左ウイング）。

## 経歴

### クラブ
首都サンティアゴのCDパレスティーノからデビューし、1999年12月にパスクアル・デ・グレゴリオとともにイタリア・セリエAのASバーリに移籍した。1999-2000シーズンは出場機会がなく、2000年10月15日のユヴェントスFC戦 (0-2) 戦の84分にラシド・ネクルツとの交代で出場してデビューした。ASバーリは2000-01シーズン終了後にセリエBに降格したが、2001年夏にアントニオ・カッサーノが移籍したことでレギュラーの座を獲得した。
2004年8月、セリエAのACFフィオレンティーナとの共同保有選手となり、フィオレンティーナに移籍した。フィオレンティーナからバーリにはマッシミリアーノ・スカッリャが移籍し、やはり共同保有選手となっている。12月19日のACキエーヴォ・ヴェローナ戦 (2-0) でデビューしたが、2004-05シーズン前半戦は5試合しか出場していない。
2005年1月、フィオレンティーナはバルデスの保有権の50%をUSレッチェに売却し、USレッチェに移籍した。さらにトレードという形でヴァレリ・ボジノフがUSレッチェからフィオレンティーナに移籍している。USレッチェは6月にASバーリから残りの50%の保有権も購入したが、2005-06シーズン終了後にセリエB降格が決定した。2006-07シーズンはレギュラーとしてプレーし、2007-08シーズンは出場機会が減少したが、セリエA昇格を果たした。
2008年1月、シーズン終了後にアタランタBCに移籍することで合意し、7月にアタランタBCと契約を結んだ。初めは控え選手であったが、11月頃にレギュラーの座を獲得し、2009-10シーズンはリーグ戦で33試合に出場して7得点を挙げた。
2010年7月6日、移籍金299万2500ユーロでポルトガル・スーペル・リーガのスポルティングCPと3年契約（1年の延長オプション付き）を結んだ。違約金は2500万ユーロに設定された。

### 代表
2001年にはU-20チリ代表としてFIFAワールドユース選手権に出場した。
2001年4月24日、ウルグアイ戦の57分にイタロ・ムニョスと交代で出場してチリA代表デビューした。2006年には久々に代表復帰し、2006 FIFAワールドカップを控えた5月30日のコートジボワールとの親善試合の60分にホルヘ・バルガスとの交代で出場した。2010年には南アフリカで開催される2010 FIFAワールドカップのチリ代表候補30人の中に選ばれ、5月16日に行われた大会前調整試合のメキシコ戦では後半から出場したが、本大会に出場する最終登録選手23人からは外れた。

## 個人成績
2011年1月8日時点
| クラブ           | シーズン | 国内リーグ | 国内リーグ | 欧州カップ | 欧州カップ | 通算 | 通算 |
| クラブ           | シーズン | 出場       | 得点       | 出場       | 得点       | 出場 | 得点 |
| ---------------- | -------- | ---------- | ---------- | ---------- | ---------- | ---- | ---- |
| スポルティングCP | 2010-11  | 10         | 4          | 0          | 0          | 10   | 4    |